# Contea autonoma yi di Eshan
La contea autonoma yi di Eshan (峨山彝族自治县S, Éshān Yízú ZìzhìxiànP) è una contea autonoma della Cina, situata nella provincia di Yunnan e amministrata dalla prefettura di Yuxi.